# 南市镇
南市镇，是中华人民共和国陕西省咸陽市兴平市下辖的一个乡镇级行政单位。

## 行政区划
南市镇下辖以下地区：
南市村、北市村、申都村、杨村、余村、依将村、陈文村、陈良村、子孝村、费家庄村、坡头村、北张村、西王村、周便村、史名村、新村和张家村。